# Karlamangala, Magadi
Karlamangala là một làng thuộc tehsil Magadi, huyện Ramanagara, bang Karnataka, Ấn Độ.